# Louis Jolliet

Louis Jolliet, ook Louis Joliet, (21 september 1645 - werd in mei 1700 voor het laatst gezien) was een Franse ontdekkingsreiziger en aardrijkskundige. Hij is de eerste beroemde ontdekkingsreiziger geboren in Canada in de geschiedenis van Nieuw-Frankrijk.
Jolliet genoot zijn opleiding bij de Jezuïeten in Quebec, om vervolgens in Parijs kosmografie te studeren. In 1668 keerde hij terug naar Canada. Hij hield zich bezig met de bonthandel en verkende zo de regio van de Grote Meren, die hij namens de Franse koning claimde. Jolliet was, samen met Jezuïtisch pater Jacques Marquette, de eerste Europeaan die de Mississippi, de Wisconsin en de Illinois in kaart bracht. In 1680 werd hij heer van Anticosti en in 1688 kreeg hij de titel van Hydrograaf van de koning. Hij gaf in Quebec ook les in hydrografie. In 1694 bracht Jolliet de regio van Labrador in kaart.
In 1697 ontving de ontdekkingsreiziger zijn "hydrographe royal" certificaat en op 30 april kreeg hij een landhuis (leengoed), gelegen ten zuidwesten van de stad Quebec, waardoor hij een edelman werd, ongeveer het koloniale equivalent van een erfelijke baron (titel), met de titel van sieur Jolliet (heer van Jolliet). Hij bracht het warme seizoen door met werken op zijn land in de Côte-Nord en keerde in de herfst terug naar Quebec om te onderwijzen aan het jezuïetencollege. In mei 1700 ging Louis Jolliet naar het eiland Anticosti en zou tussen 4 mei en 15 september zijn overleden, hoewel zijn lichaam nooit werd gevonden.